# 1919年の日本公開映画
- 映画 > 映画の一覧 > 年度別日本公開映画 > 1919年の日本公開映画
- 映画 > 1919年の映画 > 1919年の日本公開映画

1919年の日本公開映画（1919ねんのにほんこうかいえいが）では、1919年（大正8年）1月1日から同年12月31日までに日本で商業公開された映画の一覧を記載。作品名の右の丸括弧内は製作国を示す。
記載の凡例については年度別日本公開映画#凡例を参照

## 作品一覧

### 2月
- 1日
  - 復活（日本） - 別題『復活 (カチューシャ)』

### 3月
- イントレランス（アメリカ）

### 7月
- 犬の生活（アメリカ）
- 担へ銃（アメリカ）

### 9月
- 13日
  - 深山の乙女（日本）